# Prettig Geregeld
Prettig Geregeld is een Nederlandse komedieserie voor de televisie die tussen 1988 en 1991 vier seizoenen kreeg.

## Algemeen
Prettig Geregeld gaat over echtpaar Joris en Hanna Huisman. Zij is lerares op een middelbare school. Hij doet het huishouden, maar valt soms ook nog in als leraar, en geeft thuis af en toe bijles. In hun huis, genaamd Prettig Geregeld, woont ook fotograaf Hassan, die er een kamer huurt. Buurvrouw Trees komt vaak over de vloer. Trees werd in het laatste seizoen vervangen door het personage Molly, in verband met het overlijden van de actrice Mieke Verstraete, die de rol van Trees speelde. Joris en Hanna hebben twee grote dochters, die allebei in het buitenland wonen, maar zo nu en dan naar Nederland komen en dan bij hun vader en moeder logeren.
De serie stopte in 1991 na vier seizoenen. Anne Wil Blankers zei daarover in De Telegraaf: "...we hebben allemaal andere werkzaamheden en kunnen zo´n lange serie er dan niet meer erbij doen."

## Rolverdeling
| Acteur            | Personage                    |
| ----------------- | ---------------------------- |
| Peter Faber       | Joris Huisman                |
| Anne Wil Blankers | Hanna Huisman - van Klaveren |
| Mieke Verstraete  | Thérèse (Trees) de Graaf     |
| Hassan Gnaoui     | Hassan                       |
| Lies de Wind      | Molly                        |
| Erna Bos          | Yvette Huisman               |
| Anneke Blok       | Monique Huisman              |
| Marlous Fluitsma  | Astrid                       |

## Afleveringen

### Seizoen 1
| Aflevering (seizoen) | Aflevering (serie) | Uitzenddatum     |
| -------------------- | ------------------ | ---------------- |
| 1                    | 1                  | 15 oktober 1988  |
| 2                    | 2                  | 22 oktober 1988  |
| 3                    | 3                  | 29 oktober 1988  |
| 4                    | 4                  | 5 november 1988  |
| 5                    | 5                  | 12 november 1988 |
| 6                    | 6                  | 19 november 1988 |
| 7                    | 7                  | 26 november 1988 |
| 8                    | 8                  | 3 december 1988  |

### Seizoen 2
| Aflevering (seizoen) | Aflevering (serie) | Titel                                       | Uitzenddatum     |
| -------------------- | ------------------ | ------------------------------------------- | ---------------- |
| 1                    | 9                  | Jij doet alleen de leuke dingen             | 3 oktober 1989   |
| 2                    | 10                 | Dat gezicht heb ik al jaren                 | 10 oktober 1989  |
| 3                    | 11                 | Reken maar dat ik ze in de gaten hou        | 17 oktober 1989  |
| 4                    | 12                 | Je moet er geweest zijn                     | 24 oktober 1989  |
| 5                    | 13                 | Zoiets doen mijn dochters niet              | 31 oktober 1989  |
| 6                    | 14                 | Ben jij zo slank geweest?                   | 7 november 1989  |
| 7                    | 15                 | Wordt er nog aan het milieu gedacht?        | 14 november 1989 |
| 8                    | 16                 | Wat moet ik met een Juboknuf?               | 18 november 1989 |
| 9                    | 17                 | Je bent toch maar klaar als je beroemd bent | 21 november 1989 |
| 10                   | 18                 | Je hebt 't of je hebt 't niet               | 28 november 1989 |

### Seizoen 3
| Aflevering (seizoen) | Aflevering (serie) | Titel                                   | Uitzenddatum     |
| -------------------- | ------------------ | --------------------------------------- | ---------------- |
| 1                    | 19                 | Hebben mannen dat tegenwoordig ook al?  | 7 januari 1991   |
| 2                    | 20                 | Dat kost je je huwelijk                 | 14 januari 1991  |
| 3                    | 21                 | En wat dacht je van de jongere ouderen? | 28 januari 1991  |
| 4                    | 22                 | Hij kan 't wel, maar hij wil 't niet    | 4 februari 1991  |
| 5                    | 23                 | Hoe meer vreugd, hoe meer zielen        | 11 februari 1991 |
| 6                    | 24                 | Jullie kerels hebben geen idee...       | 18 februari 1991 |
| 7                    | 25                 | Kom maar hoor...                        | 25 februari 1991 |

### Seizoen 4
| Aflevering (seizoen) | Aflevering (serie) | Titel                             | Uitzenddatum      |
| -------------------- | ------------------ | --------------------------------- | ----------------- |
| 1                    | 26                 | De beuk erin                      | 30 september 1991 |
| 2                    | 27                 | Voor de dieren van alle gezindten | 7 oktober 1991    |
| 3                    | 28                 | Zeg dan ook eens nee              | 14 oktober 1991   |
| 4                    | 29                 | De tv ziet zwart van blanken      | 21 oktober 1991   |
| 5                    | 30                 | Laat los, laat los jij            | 28 oktober 1991   |
| 6                    | 31                 | Kareltje                          | 4 november 1991   |
| 7                    | 32                 | Kunst met peren                   | 11 november 1991  |
| 8                    | 33                 | Inval der noormannen              | 18 november 1991  |
| 9                    | 34                 | Rollenspel                        | 25 november 1991  |
| 10                   | 35                 | Hanna 50!                         | 2 december 1991   |

## Tune
De tune is het instrumentale nummer Stand Up van George Benson, afkomstig van zijn album 20/20 uit 1984.